# Gobernación del Río de la Plata

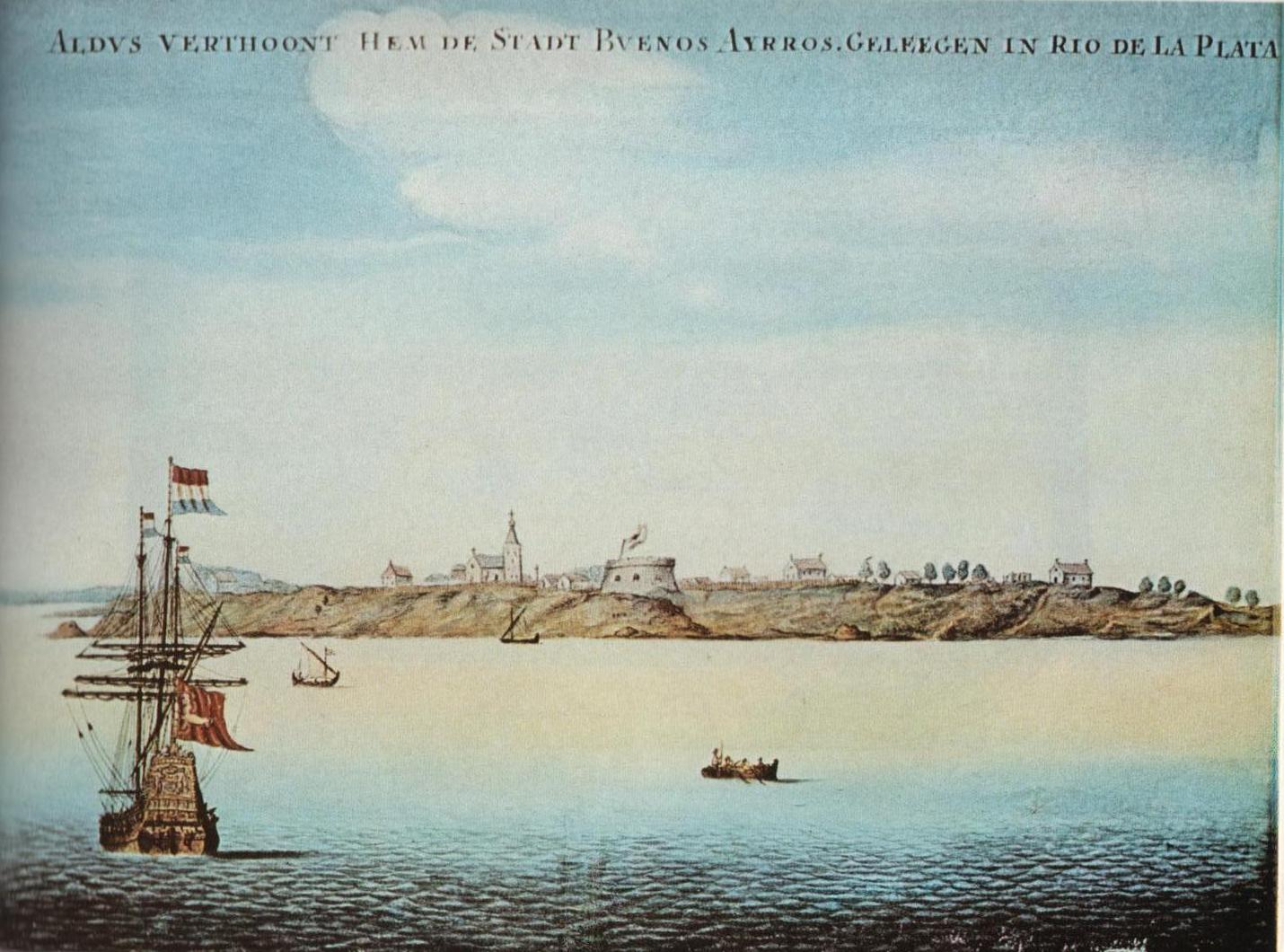
Primera vista conocida de Buenos Aires, pintada hacia 1628 por un neerlandés.

La gobernación del Río de la Plata fue creada por el rey Felipe III de España el 16 de diciembre de 1617, como medida de separación de la gobernación de la Guairá o del Paraguay. Se denominó gobernación de Buenos Aires oficialmente desde 1777, y fue una entidad territorial integrante de la Monarquía católica en la zona de la cuenca del Río de la Plata. Formó parte del Virreinato del Perú hasta el año 1776, fecha en la cual pasó a integrar el recién creado Virreinato del Río de la Plata, conservando el nombre común bonaerense como el oficial, que incluía a los futuros establecimientos patagónicos orientales, y en 1783, se convertiría en la Intendencia de Buenos Aires.
La capitulación del 21 de mayo de 1534 entre la Corona española y el capitán Pedro de Mendoza, le otorgó el título de adelantado del Río de la Plata y, ejerciendo el cargo, creó a la primera región administrativa que llamó inicialmente «Gobernación del Paraguay», por lo cual se terminó fusionando ambos nombres ya que sus sucesores no fueron todos adelantados o bien no fueron todos gobernadores, por lo cual quedaría el nombre de la jurisdicción como gobernación del Río de la Plata y del Paraguay.
Por real cédula de 1617 y fácticamente en 1618 se produciría la división de dicha gobernación, creándose de esta forma la gobernación del Paraguay, llamada originalmente del Guayrá, y la otra como gobernación rioplatense o bonaerense, con capital en la ciudad de Buenos Aires.
Su territorio comprendía, tras la división, el Litoral argentino y el futuro Estado de Buenos Aires —o sea una porción de la actual Argentina, exceptuando la entonces región chilena del Cuyo y la gobernación del Tucumán— además de la Banda Oriental y la parte meridional del actual Brasil, como Río Grande del Sur.

## Adelantados
Sebastián Caboto realizó las primeras fundaciones en los territorios del Plata en 1527, siendo el primero de estos el fortín de San Lázaro, el 7 de abril — por hallar a Francisco del Puerto un grumete o marinero aprendiz de la expedición de Juan Díaz de Solís conviviendo con los aborígenes charrúas desde 1516 — posteriormente al avistamiento de una isla a la que llamaron de San Gabriel por ser el día de ese santo el 18 de marzo. Luego remontaron el río Uruguay hasta llegar a la desembocadura del entonces bautizado río San Salvador y haciendo unos 20 km. aguas arriba de este último, antes del recodo hacia el sur, fundó en su margen septentrional el Puerto de San Salvador — cerca de la actual Dolores que se encuentra en el margen meridional — dejando una pequeña guarnición. Continuando con la expedición, descendieron por las aguas hasta llegar de nuevo al Río de la Plata, remontando algún brazo del delta del Paraná y así el río homónimo hasta llegar a la desembocadura del río Carcarañá. En este sitio — actual Puerto Gaboto — el 9 de junio del citado año fundó el Fuerte de Sancti Spiritus. Este fuerte fue incendiado en agosto de 1529 por los aborígenes querandíes, dos días después de la partida de Gaboto hacia el norte. La población que se refugió en las naves partieron hacia el Puerto San Salvador de la Banda Oriental. En octubre de 1530 dicho puerto es destruido por los yaros y charrúas, provocando la finalización de la misión que zarpó hacia el Reino de España.
La primera gobernación en la región de la cuenca del Río de la Plata, la gobernación de Nueva Andalucía, fue encomendada al adelantado Pedro de Mendoza por medio de una Capitulación con el rey de España el 21 de marzo de 1534. 
Juan de Ayolas, teniente de gobernador y sucesor de Mendoza fundó el fuerte de Corpus Christi en 1535, cerca del fuerte fundado por Gaboto, pero fue destruido por los caracaráes. 
El 2 de febrero de 1536 Mendoza fundó "Nuestra Señora del Buen Aire", antecedente de Buenos Aires y se retiró a España dejando como teniente gobernador en esa ciudad a Francisco Ruiz Galán y muriendo en el viaje. Dicha población fue destruida por los aborígenes locales en 1541 y sus pobladores sobrevivientes huyeron hacia Asunción. 
En 1552 el rey confirmó a Domingo Martínez de Irala como gobernador, manteniéndose hasta 1556. Durante su mandato, el capitán Juan Romero en 1552 fundó la Villa de San Juan sobre el río homónimo — cerca de la actual Colonia de Sacramento — que fue inmediatamente destruida por los charrúas en 1553.
En 1573, Martín Suárez de Toledo fue quien envió a Juan de Garay a fundar la ciudad de Santa Fe de la Vera Cruz a orillas del río Paraná.
En 1569 el rey capituló en Juan Ortiz de Zárate, nombrándolo III Adelantado del Río de la Plata en sus funciones (y quinto sin ejercerlas), quien a fines de 1574 fundó la Ciudad Zaratina del San Salvador en el lugar en donde Sebastián Gaboto había fundado un fuerte, pero duró hasta 1577, debido al ataque charrúa. 
En 1580 Juan de Garay venció a los querandíes en el combate de la Matanza y refundó Buenos Aires llamándola Santísima Trinidad, dejando a su puerto el nombre original de Santa María de Buenos Aires. Garay murió en 1584 a manos de los charrúas.
En 1585 Alonso de Vera y Aragón y Calderón (apodado el Cara de perro) y primo político de Garay, fundó Concepción de Nuestra Señora (comúnmente denominada Concepción del Bermejo) en tierras de los mataráes, ciudad que subsistió hasta 1632 cuando sus habitantes se retiraron hacia Corrientes.
El 3 de abril de 1588 el Adelantado Juan de Torres de Vera y Aragón fundó en el paraje de las Siete Corrientes la ciudad de Corrientes, llamándola Ciudad de Vera.
En 1590 Juan Torres de Vera y Aragón renunció a la gobernación y se retiró a España, siendo electo gobernador Hernando Arias de Saavedra (llamado Hernandarias) quien fue sucedido en 1594 por Fernando de Zárate. Este fue sucedido en 1598 por Diego Valdés de la Banda, quien murió poco después reasumiendo Hernandarias en 1600, siendo confirmado como gobernador por el rey Felipe II en 1601, poniendo fin al nombramiento de Adelantados.

## Creación de las gobernaciones del Río de la Plata y del Guayrá
La gobernación del Río de la Plata fue creada por una real cédula del rey Felipe II de 16 de diciembre de 1617, por la cual se divide la antigua gobernación del Río de la Plata y del Paraguay entre dos nuevas gobernaciones llamadas del Río de la Plata y del Guayrá o gobernación del Paraguay.

Don Felipe por la gracia de Dios, Rey de Castilla, de León, de Aragón... etc. Por cuanto, habiendo entendido que algunas de las ciudades de las Provincias del Rio de la Plata, se hallaban en gran peligro de ser destruidas por los Indios Guaycurús, Payagüaes, naciones que están rebeldes y aunadas y que hacen grandes daños, y que para remedio y reparo de esto convenia se dividiera aquel Gobierno que tiene más de quinientas leguas de distrito y en él ocho ciudades muy distantes, sin poderse socorrer las unas á las otras, particularmente las tres de ellas que son de la Provincia de Guayrá, las cuales jamás han podido ser visitadas de Gobernador ni Obispo, ni administrádose en ellas el sacramento de la Confirmación, consultándose mi parecer, he tenido por bien que el dicho Gobierno se divida en dos, que el uno sea del Río de la Plata, agregándole las ciudades de la Trinidad puerto de Santa María de Buenos Aires, la Ciudad de Santa Fe, la de Corrientes y la Ciudad de la Concepción del Río Bermejo; y el otro Gobierno se intitule de Guayrá, agregándole por cabeza de su Gobierno, la Ciudad de la Asunción del Paraguay y la de Villa Real, Villa Rica del Espíritu Santo y la Ciudad de Santiago de Jerez (...)

Entre 1619 y 1621 el gobernador Diego de Góngora hizo un empadronamiento de todas las poblaciones de su jurisdicción, incluyendo las chacras y estancias, cuyo resultado fue de 510 vecinos y 4893 indígenas a su servicio:
- Ciudad de Buenos Aires: 212 vecinos que tenían a su servicio en casas, chacras y estancias a 91 indios y 12 indias.
  - Reducción de San José (del cacique Bagual sobre el río Areco a 16 leguas de la ciudad): 83 indios, 75 indias y 70 muchachos y muchachas.
  - Reducción del cacique Tubichaminí (sobre el río Santiago a 18 leguas de la ciudad): 80 indios, 74 indias y 89 muchachos y muchachas.
  - Reducción de Santiago de Baradero (sobre el río Paraná a 25 leguas de la ciudad): 74 indios, 65 indias y 58 muchachos y muchachas.
- Ciudad de Santa Fe: 126 vecinos que tenían a su servicio en casas, chacras y estancias a 168 indios, 78 indias y 20 muchachos.
  - Reducción de San Lorenzo de Mocoretaes (a 3 leguas al norte de la ciudad): 176 indios, 120 indias y 67 muchachos.
  - Reducción de San Miguel de los Calchines (a 5 leguas al sur de la ciudad): 142 indios, 97 indias y 78 muchachos.
  - Reducción de San Bartolomé de los Chanaes (a 30 leguas al sur de la ciudad): 133 indios, 86 indias y 102 muchachos.
- Ciudad de San Juan de Vera de las Siete Corrientes: 91 vecinos que tenían a su servicio en casas, chacras y estancias a 32 indios, 37 indias y 20 muchachos. 
  - Reducción de San Francisco (a 1 legua de la ciudad): 77 indios, 50 indias y 40 muchachos.
  - Reducción de la Limpia Concepción del Itatí (a 10 leguas de la ciudad): 294 indios, 292 indias y 406 muchachos.
  - Reducción de Santa Lucía de Astor (a 30 leguas de la ciudad): 55 indios, 37 indias y 41 muchachos.
- Ciudad de la Concepción de Buena Esperanza del Río Bermejo: 81 vecinos que tenían a su servicio en casas, chacras y estancias a 188 indios, 119 indias y 92 muchachos y muchachas.
  - Pueblo de Matará (encomienda real): 76 indios, 70 indias y 137 muchachos.
  - Otro pueblo de Matará (encomienda privada): 176 indios, 178 indias y 284 muchachos.
  - Pueblo de Guácara (encomienda privada): 51 indios, 45 indias y 58 muchachos.

## Desarrollo posterior
En 1621 fray Pedro Carranza asumió como el primer obispo de la Gobernación del Río de la Plata.
Felipe III dispuso en dos reales cédulas de 1625 y 1626, agregar a la gobernación del Río de la Plata los territorios de las misiones jesuíticas del Paraná y del Paraguay.
El enero de 1680 los portugueses fundaron en territorio de la gobernación, frente a Buenos Aires, la Colonia del Sacramento que fue ocupada por el gobernador José de Garro el 7 de agosto de ese año y devuelta a Portugal en febrero de 1683. 
En marzo de 1705, después de un sitio de cinco meses, fue abandonada por Portugal, pero volvió a su dominio en 1715 como consecuencia del Tratado de Utrecht.
Una real Cédula de 11 de febrero de 1724, encargó a los obispos de Asunción y de Buenos Aires que arreglasen los límites jurisdiccionales entre ambas gobernaciones y obispados de acuerdo "á las erecciones de las iglesias y a la posesión y costumbre en que estuviesen". Los obispos designaron a los sacerdotes José Insaurralde y Anselmo de la Mata, quienes en Candelaria, el 8 de junio de 1727, pronunciaron el siguiente laudo:

Habiendo admitido ambos la Comisión, usando de ella, y recorriendo con todo acuerdo y cuidado los instrumentos, que paran en el archivo de estas Misiones, las erecciones de los pueblos y territorios de ambas provincias del Paraná, y Uruguay, hallamos que los términos del Obispado del Paraguay son e incluyen las vertientes todas del Río Paraná; y los del Obispado de Buenos Aires las del Río Uruguay que son las divisiones de ambos Obispados, y que los pueblos de Candelaria, San Cosme, y Santa Ana, sobre que es litigio, se hallan en el territorio del Paraguay, aunque se hallan sobre esta otra banda del Paraná, como los pueblos de Nuestra Señora de Loreto, San Ignacio Miri y Corpus y que en la división de ambos Obispados, se han tenido y juzgado dichos pueblos por pertenecientes a dicho Obispado del Paraguay, y como tales han sido visitados de los Señores Obispos de dicha Diócesis y sus visitadores, sin contradicción alguna de los Señores Obispos de Buenos Aires, habiendo corrido lo mismo en lo político, sin contradicción de los Señores Gobernadores de Buenos Aires, y que el pueblo de la Trinidad está así mismo en el territorio del Obispado del Paraguay sobre el Río Paraná, aunque hasta ahora se ha tenido, y reputado de la jurisdicción del Obispado de Buenos Aires, y como tal visitado de dichos Señores Obispos de Buenos Aires, por ser originarios del pueblo de San Carlos que es de la jurisdicción, y territorio de dicho Obispado de Buenos Aires, y que el pueblo de San José (sobre que también está el litigio) se halla en el territorio del Obispado de Buenos Aires y estuvo a dicha jurisdicción, y fue visitado por los Señores Obispos de Buenos Aires, y sus visitadores por comenzar allí las vertientes del Río Uruguay, que aunque dista doce leguas de este y solo siete del Paraná, sus vertientes corren a dicho Río Uruguay, y así desde la división de ambos Obispados tuvieron posesión de dicho pueblo los Señores Obispos de Buenos Aires hasta que el año de mil seiscientos ochenta y cuatro el Ilmo. Sr. D. Faustino de las Casas obtuvo real cédula de S. M. en que le adjudicó a dicho Obispado en virtud de la cual tomó posesión, y así dicho pueblo ha sido visitado de ambos Sres. Obispos. Por lo cual, y por las poderosas razones, que con maduro acuerdo hemos conferido, usando de la autoridad, que en virtud de dicho compromiso se nos ha conferido, pronunciamos y declaramos: que los pueblos de la Candelaria, San Cosme, Santa Ana, y la Trinidad, son y pertenecen a la jurisdicción y Obispado del Paraguay, por estar fundados en el territorio de dicho Obispado, sin que esto obste ser el pueblo de la Trinidad originario del de San Carlos que es del distrito del Obispado de Buenos Aires, pues los pueblos no deben ser del territorio del origen, sino del en que están fundados, como se ve en los pueblos de Santa María la Mayor, y San Lorenzo, que siendo oriundos, y trasportados de Iguazú, jurisdicción del Obispado del Paraguay, por haber fundado en territorio de Buenos Aires, son, y han sido sin contradicción de dicho Obispado de Buenos Aires. Item declaramos que el pueblo de San José debe ser, y pertenece al Obispado de Buenos Aires por estar en su territorio, como San Carlos, pues aunque más distantes del Río Uruguay, que del Paraná corren al Uruguay sus vertientes, y así han sido siempre divisas, y reputadas ambas provincias del Río Paraná y Uruguay en nuestra Compañía, y los curas de dichos pueblos obtenían la canónica institución respectivamente de dichos Señores Obispos expresados, hasta que movió litigio. Asimismo, declaramos, que en caso de dividirse algunos pueblos, y formarse colonias sigan estas, no el territorio del origen, sino el de donde se fundaren según los límites, y territorios expresados de ambos Obispados: Con lo cual cada uno de los dos Señores Obispos podrán visitar sus Obispados, sin necesidad de transitar uno en el territorio y jurisdicción del otro.

El Rey dispuso el 6 de noviembre de 1726 que los trece pueblos de las Misiones del Río Paraná, fuesen agregados al Gobierno de Buenos Aires.
En 1750, el Tratado de Madrid de límites entre España y Portugal, al abolir la línea del Tratado de Tordesillas, afectó a la gobernación en los límites de la Banda Oriental, incorporando a su territorio la Colonia del Sacramento (no fue entregada por Portugal) y perdiendo las Misiones Orientales (ocupadas por Portugal en mayo de 1756 al finalizar la Guerra Guaranítica):

Artículo IV: Los confines del dominio de las dos Monarquías principiarán en la barra que forma, en la costa del mar, el arroyo que sale al pie del Monte de los Castillos Grandes; desde cuya falda continuará la frontera, buscando en línea recta lo más alto, o cumbre de los montes, cuyas vertientes bajan por una parte a la costa que corre al norte de dicho arroyo, o a la Laguna Merin, o del Miní, y por la otra, a la costa que corre desde dicho arroyo al sur, o al río de la Plata. De suerte que las cumbres de los montes sirvan de raya del dominio de las dos Coronas. Y así se seguirá la frontera, hasta encontrar el origen principal y cabecera del Río Negro, y por encima de ellas continuará hasta el origen principal del río Ibicuí, siguiendo, aguas abajo de este río, hasta donde desemboca en el Uruguay por su ribera oriental, quedando de Portugal todas las vertientes que bajan a la dicha laguna, o al Río Grande de San Pedro; y de España, las que bajan a los ríos que van a unirse con el de la Plata.

Artículo V: Subirá desde la boca del Ibicuí, por las aguas del Uruguay, hasta encontrar la del río Pepirí o Pequirí, que desagua en el Uruguay por su ribera occidental; y continuará, aguas arriba del Pepirí, hasta su origen principal, desde el cual seguirá por lo más alto del terreno, hasta la cabecera principal del río más vecino, que desemboca en el grande de Curitibá, que por otro nombre llaman Iguazú; por las aguas de dicho río, más vecino del origen del Pepirí, y después, por las del Iguazú, o Río Grande de Curitibá, continuará la raya hasta donde el mismo Iguazú desemboca en el Paraná por su ribera oriental y desde esta boca seguirá, aguas arriba del Paraná, hasta donde se le junta el río Igurey, y por su ribera occidental.

Artículo XIII: Su Majestad Fidelísima, en su nombre y de sus herederos y sucesores, cede para siempre a la Corona de España la Colonia del Sacramento, y todo su territorio adyacente a ella en la margen septentrional del Río de la Plata, hasta los confines declarados en el artículo IV; y las plazas, puertos y establecimientos que se comprenden en el mismo paraje; como también la navegación del mismo Río de la Plata, la cual pertenecerá enteramente a la Corona de España. Y para que tenga efecto, renuncia Su Majestad Fidelísima todo el derecho y acción que tenía reservado a su Corona por el tratado provisional de 7 de Mayo de 1681, y la posesión, derecho y acción que le pertenece y pueda tocarle, en virtud de los artículos V y IV del tratado de Utrecht, de 6 de febrero de 1715, o por otra cualquiera convención, título o fundamento.

En 1730 se crearon las parroquias rurales (o curatos) de: San José de los Arrecifes, Nuestra Señora de Luján, San Antonio de Areco, San Isidro, Matanza y Conchas (sede en Merlo), Santa María Magdalena (sede interina en Quilmes) y la del pago de los Arroyos (zona dependiente de Santa Fe)
En 1750 fue creada la viceparroquia de Pilar (dependiente de Luján), sumándose a las existentes de Cañada de la Cruz o Capilla del Señor (en 1735, dependiente de San Antonio de Areco) y San Vicente Ferrer (en 1748, dependiente del curato de los Arroyos). 
En 1755 el pueblo de Luján fue erigido en villa y establecido su cabildo.
El Tratado de El Pardo del 12 de febrero de 1761, anuló el Tratado de Madrid (1750), restableciendo la línea de Tordesillas.
El 2 de noviembre de 1762, Pedro de Ceballos recuperó para España la Colonia del Sacramento y las islas Martín García y San Gabriel. Luego marchó sobre Río Grande del Sur tomando los fuertes de Santa Teresa y San Miguel, entrando en la villa de San Pedro el 12 de mayo de 1763. Por el Tratado de París de 1763, la Colonia del Sacramento y la isla de San Gabriel fueron devueltas a Portugal.
Por orden del rey el 7 de diciembre de 1768 el gobernador Bucarelli envió una expedición a ocupar la Tierra del Fuego, pero regresó desde el estrecho de Magallanes:

Aprovechando la actual estación despaché en 7 del presente (diciembre de 1768) a don Manuel Pando, con dos embarcaciones el bergantín San Francisco de Paula y la goleta San Rafael bien dispuestas, municionadas y artilladas, un sargento y ocho soldados, tres religiosos dominicos y varias especies oportunas para el mantenimiento de los indios para la isla del Fuego, con orden de formar población en el puerto más útil y ventajoso, a los interesantes objetos a que se dirije, de permanecer en ella hasta la primera ventura, reconocer toda su costa, la de Patagones y del Estrecho de Magallanes al Puerto Famine, para desalojar a los ingleses o reconvenirlos caso de encontrarlos siendo superiores las fuerzas, quedándose con una embarcación y enviando la otra con las noticias que adquiera.

## Creación del Virreinato del Río de la Plata
El 1 de agosto de 1776 el rey de España dictó una real cédula creando el Virreinato del Río de la Plata, quedando Buenos Aires como su capital y la Gobernación del Río de la Plata, directamente al mando del nuevo virrey. 
En 1780 fueron creadas las parroquias de Pilar, Cañada de la Cruz (o Capilla del Señor), San Nicolás (ex San Vicente Ferrer), Baradero, San Pedro, Pergamino, Las Conchas, Morón (Matanza o Conchas), Quilmes, San Vicente. Sumándose a las existentes de Arrecifes, Luján, San Antonio de Areco, San Isidro, Magdalena.
La Real Ordenanza de Intendentes del 28 de enero de 1782, dividió el virreinato en intendencias, pasando la Gobernación del Río de la Plata a ser la Intendencia de Buenos Aires y retornando a la jurisdicción de Asunción los trece pueblos de las Misiones del Río Paraná.

## Gobernadores del Río de la Plata bajo el virreinato peruano
Desde el 17 de mayo de 1618, fecha de la posesión del primer mandatario autónomo bajo la orden del virrey del Perú —y además de 1663 a 1672 como presidente pretorial de la efímera Real Audiencia de Buenos Aires— hasta el año 1776, fecha de la creación del Virreinato del Río de la Plata. Ocuparon el cargo de gobernador y capitán general los siguientes:
- Diego de Góngora (1618-1623)
- Diego Páez de Clavijo (1623, interino)
- Alonso Pérez de Salazar (1623-1624, interino)
- Francisco de Céspedes (1624-1631)
- Pedro Esteban Dávila (1631-1637)
- Mendo de la Cueva y Benavídez (1637-1640)
- Francisco de Avendaño y Valdivia (1640, interino)
- Ventura Mojica o Mujica (1640-1641)
- Andrés de Sandoval (1641)
- Jerónimo Luis de Cabrera y Garay (1641-1646)
- Jacinto de Lariz (1646-1653)
- Pedro de Baigorrí y Ruiz (1653-1660)
- Alonso Mercado y Villacorta (1660-1663)
- José Martínez de Salazar (1663-1674), presidente-gobernador y capitán general
- Andrés de Robles (1674-1678)
- José de Garro (1678-1682)
- José de Herrera y Sotomayor (1682-1691)
- Agustín de Robles (1691-1700)
- Manuel de Prado Maldonado (1700-1702)
- Alonso Juan de Valdés e Inclán (1702-1708)
- Manuel de Velazco y Tejada (1708-1712)
- Juan José de Mutiloa y Andueza (1712-1714)
- Alonso de Arce y Soria (1714)
- Pablo González de la Cuadra (1714)
- José Bermúdez de Castro (1714-1715)
- Baltazar García Ros (1715-1717)
- Manuel de Barranco y Zapiain (1717)
- Bruno Mauricio de Zabala (1717-1734)
- Miguel de Salcedo (1734-1742)
- Domingo Ortiz de Rozas (1742-1745)
- José de Andonaegui (1745-1756)
- Pedro de Cevallos (1756-1766)
- Francisco de Paula Bucarelli (1766-1770)
- Juan José de Vértiz y Salcedo (1770-1776)

## Gobernadores de Buenos Aires bajo el virreinato rioplatense
- Pedro de Cevallos (1777-1778, además de ser primer virrey del Río de la Plata)
- Juan José de Vértiz y Salcedo (1778-1783, además de ser el segundo virrey)